# Johannes Widmann
Johannes Widmann (též Johannes Weidemann, Weideman, Widman, Wideman; okolo 1460 Cheb – po roce 1498 Lipsko) byl německý matematik, docent univerzity v Lipsku, pravděpodobný autor používání matematických symbolů plus a minus.

## Život
V roce 1485 na univerzitě v Lipsku získal magisterský titul a začal zde přednášet matematiku a zřejmě jako první vyučovat algebru. V roce 1489 vydal početnici Bestehende und hübsche Rechenkunst auf allen Kauffmannschaft von Johannes Widmann aus Eger (Hbité a pěkné počítání pro všechny kupce), jde o první německy psanou a vydanou početnici. Zaměřovala se na potřeby obchodníků, poprvé se zde objevily symboly + a -. Není jasné, odkud symboly pocházejí. Značky mohou být odvozeny od označení, které používali lipští kupci pro označování beden se zbožím s nadměrnou (+) či nedostatečnou (-) váhou. Znaménka mohou pocházet také z Indie či vzniknout zjednodušením původních zkratek slov. Plus mohlo být odvozeno od znaku „&“ pro latinskou spojku „et“ („a“) či z řeckého písmene „pí“. Symboly v této učebnici nepředstavovaly matematické operace, nýbrž přebytky a schodky. Toto značení se však hned neujalo, například ještě roku 1572 Rafael Bombelli používal písmena p a m místo znaků + a -. Učebnice znovu vyšla v Phorzheimu (1508), v Hagenau (1519) a Augsburgu (1526). Widmann zemřel po roce 1498 v Lipsku.